# 4393 Dawe
4393 Dawe è un asteroide della fascia principale. Scoperto nel 1978, presenta un'orbita caratterizzata da un semiasse maggiore pari a 3,2142853 UA e da un'eccentricità di 0,1302542, inclinata di 2,20298° rispetto all'eclittica.